# Comuna de Czajków
Czajków (polaco: Gmina Czajków) é uma gminy (comuna) na Polónia, na voivodia de Grande Polónia e no condado de Ostrzeszowski. A sede do condado é a cidade de Czajków.
De acordo com os censos de 2004, a comuna tem 2614 habitantes, com uma densidade 36,9 hab/km².

## Área
Estende-se por uma área de 70,77 km², incluindo:
- área agricola: 51%
- área florestal: 42%

## Demografia
Dados de 30 de Junho 2004:
|                      | Total   | Total | Mulheres | Mulheres | Homens  | Homens |
| -------------------- | ------- | ----- | -------- | -------- | ------- | ------ |
|                      | pessoas | %     | pessoas  | %        | pessoas | %      |
| População            | 2614    | 100   | 1292     | 49,4     | 1322    | 50,6   |
| Densidade (pop./km²) | 36,9    | 100   | 18,3     | 18,3     | 18,7    | 18,7   |

De acordo com dados de 2002, o rendimento médio per capita ascendia a 1277,87 zł.

## Comunas vizinhas
- Brąszewice, Brzeziny, Galewice, Grabów nad Prosną, Klonowa, Kraszewice